# الإعفاء من الخدمة العسكرية في إسرائيل

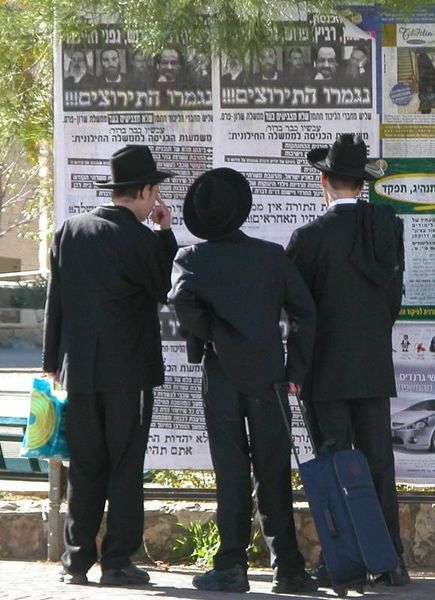
أُعفي اليهود الحريديون في إسرائيل الذين أعلنوا أن دراسة التوراة هي مهنتهم من الخدمة العسكرية الإجبارية أو خدموا لفترة قصيرة حتى تغيير القانون في عام 2014. وقد تغير التشريع المتعلق بهذا الأمر منذ ذلك الحين بطريقة اعترضت عليها المحكمة العليا.

الإعفاء من الخدمة العسكرية في إسرائيل مُضمن في قانون جهاز الأمن الإسرائيلية [الإنجليزية] (חוק שירות ביטחון) والذي ينص على أسباب الإعفاء من الخدمة في الجيش الإسرائيلي. يُمنح الإعفاءات بناءً على المعايير التالية:
- المغتربون
- أسباب طبية أو نفسية
- الزواج أو الحمل أو تربية الأبناء (للنساء فقط)، وفقًا للمادة 39 من قانون جهاز الأمن.
- الإعفاء لأسباب دينية (للنساء فقط)، وفق المادتين 39 و 40 من قانون جهاز الأمن.
- الإعفاء لدواعي الضمير. إنه استثناء نادر نسبيًا، يُمنح لكل من النساء والرجال الذين يُطلب منهم عادةً قضاء عقوبة في السجن العسكري قبل منحهم هذا الإعفاء.[3][4][5]
- قد تسمح الدراسة في مدرسة يشيفا بتأجيل التجنيد في غضون ستة أشهر، وبعد ذلك يمكن بسهولة الحصول على تأجيل لمدة ستة أشهر إضافية وما إلى ذلك، دون أي قيود، طالما أن الطالب يواصل دراسته في اليشيفا (للرجال فقط). يسمى هذا الإعفاء "توراتو أومانوتو [الإنجليزية]" وهو منصوص عليه في قانون تال [الإنجليزية].
- يُعفى بعض الشباب بسبب سوابق جنائية.

يُعفى المواطنون العرب في إسرائيل (الذين يشكلون أقل من خُمس سكان الدولة) من الخدمة العسكرية؛ لا ينشأ هذا الإعفاء من خلال القانون التشريعي الإسرائيلي، بل يعتمد على إرشادات قسم الموارد البشرية في الجيش الإسرائيلي، الصادرة بموجب السلطات التقديرية لالجيش الإسرائيلي وفقًا للقانون. نتيجة لذلك، لم يُجند العرب المسلمين والمسيحيين العرب والبدو، على الرغم من انضمام أعداد صغيرة من كل مجتمع طوعيًا إلى الجيش الإسرائيلي. على النقيض من ذلك، يُجند أفراد المجتمعات الدرزية والشركسية الصغيرة في إسرائيل.

## إحصائيات
وفقًا لأرقام الجيش الإسرائيلي لعام 2007، كانت أكبر مجموعة من الشباب الإسرائيليين (اليهود) الذين تجنبوا التجنيد الإجباري تتكون من النساء اللائي يطالبن بالإعفاءات لأسباب دينية. شكلت هذه المجموعة 35% من جميع النساء المؤهلات للتجنيد. وبلغت النسبة الإجمالية لعدم المشاركة بين الذكور 27.7%. وشمل هذا الرقم 11.2% في Torato Omanuto، و 7.3% لأسباب طبية ونفسية، و 4.7% بسبب السجلات الجنائية، و 4.2% بسبب الإقامة في الخارج. في عام 2014، عُدل القانون بحيث لم يعد غالبية اليهود الحريديون معفيين من الخدمة العسكرية. في عام 2017، اعترضت المحكمة العليا على تعديل قانون آخر لمنح الإعفاءات مرة أخرى. دخل هذا الحظر على الاستثناءات حيز التنفيذ من الناحية النظرية، لكن عدم اتخاذ إجراءات حكومية يعني أن شيئًا لم يتغير من الناحية العملية.
بحلول عام 2020، تلقى حوالي 32.9% من الرجال و 44.3% من النساء إعفاءات من الخدمة في الجيش الإسرائيلي، وانقطع 15% من الرجال قبل إكمال فترة خدمتهم. ومن بين الذين حصلوا على إعفاءات، كان حوالي 44.7% من الحريديين، و 46.6% من العلمانيين، و 8.7% من الصهاينة المتدينين. كانت هناك زيادة ملحوظة في الإعفاءات الممنوحة لأسباب تتعلق بالصحة العقلية.

## عدم التجنيد
وفقًا للمادة 36 من قانون جهاز الأمن، يجوز لوزير الأمن إعفاء أشخاص معينين من الخدمة العسكرية في الجيش الإسرائيلي، لأسباب تتعلق بحجم القوات العسكرية أو قوات الاحتياط، أو لأسباب تتعلق بالحاجات التعليمية، واحتياجات المستوطنات، الاحتياجات الأمنية والاحتياجات الاقتصادية واحتياجات الأسرة وأسباب أخرى مختلفة.
وفقًا للمادة 5 من قانون خدمات الأمن، يحق لمجلس طبي تحديد عدم أهلية المرشح لخدمة الأمن القومي.

## التهرب
في عام 2005، لم تلتحق 32.1% من النساء اليهوديات بالجيش لأسباب دينية، وارتفع المعدل الإجمالي للنساء اليهوديات غير المجندات إلى 42.3%. تشير هذه المعدلات المرتفعة إلى أن الامتناع عن التجنيد أمر شائع نسبيًا، على الأقل بين النساء الإسرائيليات. في عام 2008، ارتفعت نسبة النساء اللواتي لم يلتحقن بالخدمة إلى 44%، منها 34.6% لم يلتحقن لأسباب دينية. ونتيجة لذلك، شدد الجيش الإسرائيلي طريقة تعامله مع القضايا التي تطلب فيها النساء اليهوديات إعفاءً لأسباب دينية، من خلال التحقيق في صحة ادعاءاتهن، من أجل فضح الشابات اللاتي كذبن بشأن كونهن متدينات.
- الزواج لغرض وحيد هو الحصول على الإعفاء الممنوح لجميع النساء المتزوجات، دون أي نية لتحقيق الزواج الفعلي (عادة ما تسعى المرأة إلى الطلاق بعد منحها الإعفاء المطلوب).
- إبراز شهادات طبية مزورة أو التظاهر بالمرض للحصول على إعفاء لأسباب صحية.
- قد تطلب المرأة إعفاءها لأسباب دينية، بينما هي ليست متدينة في الحياة الواقعية.
- مغادرة إسرائيل قبل بلوغ الشخص سن التجنيد وعدم العودة إلى البلاد رغم محاولات مكتب التجنيد الاتصال به. الطريقة الشائعة التي تستخدمها الدولة لمحاربة هذا الاتجاه هي تجنب تمديد صلاحية جواز سفر الشخص عند انتهاء صلاحيته.[14]

يصف البند 94 من قانون جهاز الأمن طريقة أخرى للتهرب من الخدمة العسكرية: الانشقاق عن الجيش يوم التجنيد. عندما يفشل جندي في الظهور ليُجند، ويُصنفه الجيش متهربًا من التجنيد. بعد تعريفه بأنه متهرب من التجنيد، تُصدر مذكرة توقيف بحقه، وبعد ذلك تكون الشرطة العسكرية مسؤولة عن تحديد مكانه والقبض عليه. بعد القبض عليه من قبل الشرطة العسكرية، سيُحدد ما إذا كان المتهرب من التجنيد سيخضع لإجراءات تأديبية (مما يعني أنه سيحصل على عقوبة محدودة وليس سجل جنائي)، أو ما إذا كان سيواجه محكمة عسكرية حيث العقوبة غير محدودة وتُسجل له إدانة جنائية.

## استهجان الإسرائيليين
التهرب من الخدمة العسكرية عمل إجرامي ومدان من قبل غالبية الإسرائيليين. من بين أشد المعارضين لسياسة الحكومة الإسرائيلية، هناك قلة من الناس يؤيدون التهرب من التجنيد، لكنهم أقلية في الجمهور الإسرائيلي. بعد حرب لبنان عام 2006، نُظمت حملات إعلامية ضد التهرب من الخدمة العسكرية والتشجيع على التجنيد، وخاصة في الوحدات القتالية. رئيس قسم الموارد البشرية اليعازر شتيرن ووزير الدفاع ايهود باراك كانا صريحين بشكل خاص حول هذا الموضوع:
| « | يتحول الجيش بشكل متزايد من جيش الشعب إلى جيش نصف الشعب. يجب ألا يشعر الجندي بأنه يخوض معركة بينما ينظر إليه جزء كبير من المجتمع الإسرائيلي على أنه غبي. | » |

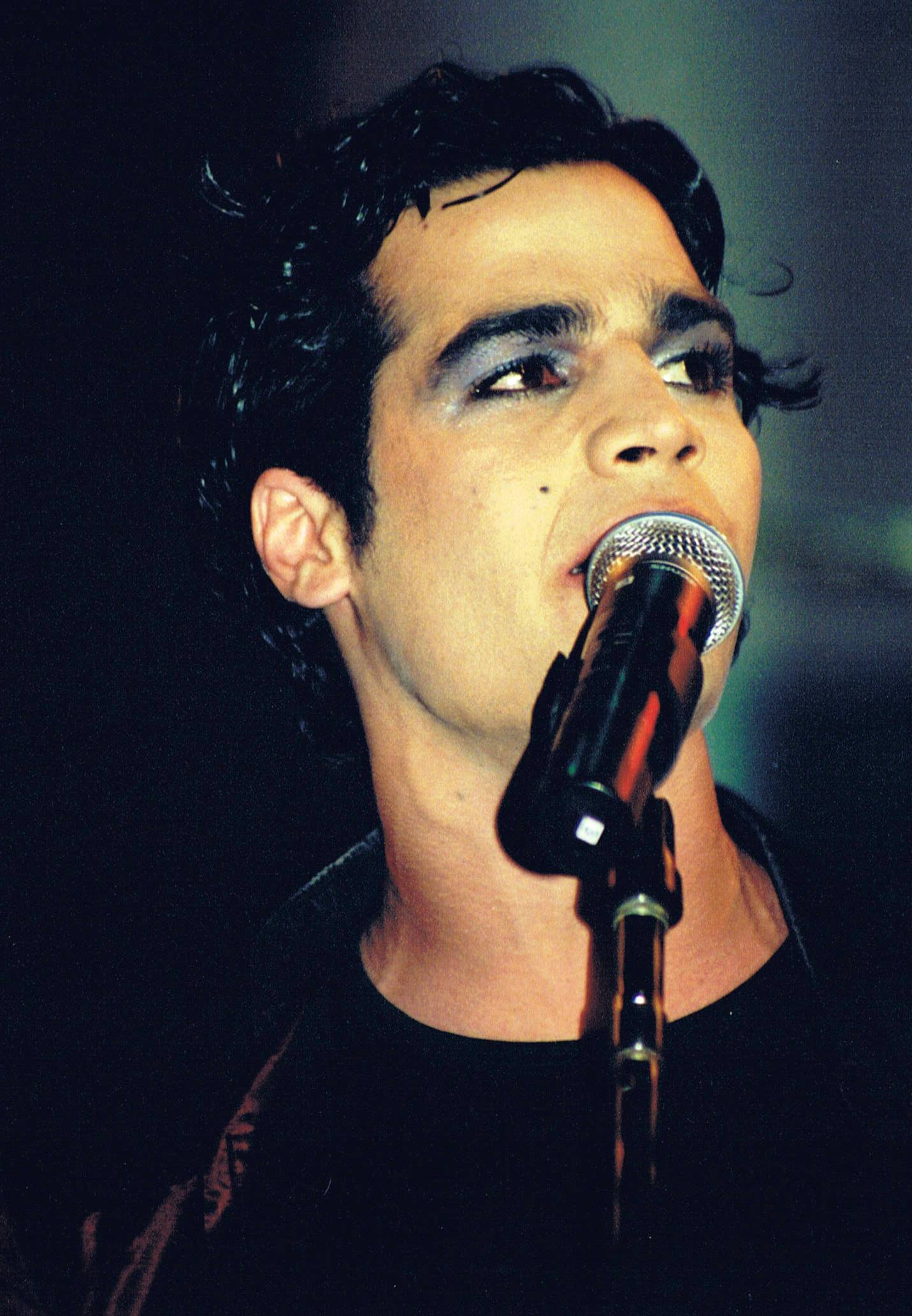
في عام 1992، صرح مغني الروك الإسرائيلي أفيف جيفن أنه لم يخدم في الجيش الإسرائيلي وشجع الناس على عدم التجنيد.

المشاهير الإسرائيليون والشخصيات العامة المدانون، والذين تهربوا من التجنيد في شبابهم (في الغالب قبل أن يصبحوا مشهورين).
- رئيسة الكنيست داليا إيتسيك: بعد تخرجها من المدرسة الثانوية الدينية «إيفلينا دي روتشيلد»، أعلنت إيتسيك أنها متدينة ومُنحت إعفاءً من الخدمة العسكرية.
- في عام 1992، صرح مغني الروك الإسرائيلي أفيف جيفين أنه لم يخدم في الجيش الإسرائيلي وشجع الناس على عدم التجنيد. وزعم جيفن لاحقًا أن الجيش أعفاه من الخدمة لأسباب طبية.
- عارضة الأزياء الإسرائيلية بار رفائيلي، التي تزوجت قبل أيام قليلة من يوم التجنيد، حصلت على إعفاء من الجيش وطلقت بعد ذلك بوقت قصير. في مقابلة مع صحيفة يديعوت أحرونوت نشرت في أكتوبر 2007، قال رفائيلي: «أنا لست ضد الجيش وأردت فعلاً أن أخدم، لكني لست نادمةً على عدم التجنيد، لأن هذا القرار أتى بثماره الكبيرة» وأضافت: «ماذا يهم، أوغندا أم إسرائيل؟ بالنسبة لي لا يهم. لماذا من الجيد أن نموت من أجل بلدنا؟ أليس من الأفضل العيش في نيويورك؟ لماذا يحتاج الأطفال في سن 18 للتضحية بحياتهم؟ ليس من المنطقي ان يموت الناس حتى أعيش في إسرائيل».[16]
- خلال العقد الأول من القرن الحادي والعشرين، صرح المطرب الإسرائيلي جاكو أيزنبرغ أن الجيش الإسرائيلي أعفاه من الخدمة ولم يندم على ذلك.
- أُعفيت المطربة الإسرائيلية مايا بوسكيلا  [لغات أخرى]‏ من أداء الخدمة العسكرية على أساس أنها متدينة. ثم شاركت بوسكيلا في حملة ملابس السباحة حيث صُورت وهي ترتدي ملابس سباحة فاضحة للغاية. في وقت لاحق، أعربت بوسكيلا عن أسفها لعدم خدمتها، موضحة أنها لم تكن تعلم في ذلك الوقت أنها ستصبح نموذجًا يحتذى به للفتيات الصغيرات.[17] في النهاية، قررت بوسكيلا التجنيد في الجيش، وفي 13 أبريل 2008، في سن الثلاثين، جُندت لخدمة إلزامية قصيرة نسبيًا في الجيش الإسرائيلي.

## التأثير على الحياة المدنية
عادةً ما تكون وضعية الخدمة العسكرية للفرد موضوعا للمناقشة في العديد من مقابلات العمل في إسرائيل، وعادة ما يضيف الباحثون عن عمل المعلومات عنها إلى سيرتهم الذاتية. ومع ذلك، أعلنت المحكمة الإقليمية في تل أبيب في عام 2003 أن الاشتراط المسبق للخدمة العسكرية للتعيين في الوظيفة يُشكل تمييزًا ويحظر إذا لم تكن الخدمة العسكرية ذات صلة بهذا المنصب. عُدل قانون تكافؤ الفرص الإسرائيلي (بالعبرية: חוק שוויון ההזדמנויות בעבודה) في منتصف 1990 مُنع أصحاب العمل من سؤال المرشحين عن ملفهم العسكري في الجيش الإسرائيلي. ومع ذلك، من الناحية القانونية لا يوجد حتى الآن أي حظر على الأسئلة المتعلقة بالخدمة العسكرية للفرد أو حقيقة أنه لم يجند في الجيش - وهي معلومات يمكن استخدامها لاحقا كجزء من الاعتبارات العديدة التي من شأنها أن تُسهم في قرار المحاور بعدم توظيف الفرد.
على مر السنين، منذ تعديل قانون تكافؤ الفرص، وعلى الرغم من التغييرات في الرأي العام الإسرائيلي فيما يتعلق بالخدمة العسكرية، لا يزال هناك إلى حد كبير موقف سلبي تجاه أولئك الذين لم يخدموا في الجيش الإسرائيلي. على سبيل المثال، تُشير نسبة كبيرة من إعلانات التوظيف في الصحف صراحة إلى أنه سيُنظر فقط في المرشحين الذين قاموا «بالخدمة العسكرية الكاملة» لهذا المنصب.

## روابط خارجية
- قانون جهاز الأمن الإسرائيلي (صيغة مدمجة) - منشور في موقع مؤسسة التأمين الوطني الإسرائيلي (عبري)